# رفيعة المنصوري
رفيعة المنصوري هي سياسية ونائبة برلمانية مغربية وُلدت في مدينة الحسيمة في المغرب.

## مسيرتها المهنية
أنتخبت رفيعة المنصوري كعضو في البرلمان المغربي في الانتخابات التشريعية المغربية لعام 2016 وحتى عام 2021 عن الدائرة الانتخابية الوطنية الجزء الأول المخصص للنساء كممثلة لحزب الاستقلال، وضمن الكتلة البرلمانية لنفس الحزب، وكانت عضو في لجنة المالية والتنمية الاقتصادية في البرلمان المغربي ضمن الفريق الاستقلالي للوحدة والتعادلية. عملت رفيعة المنصوري أيضًا كنائبة لرئيس مجلس جهة طنجة تطوان الحسيمة، وكانت مكلفة بملف التعاون الدولي، كما أنها عضو بمنظمة المرأة الاستقلالية، وعضو بالمرصد الوطني للقيادات النسائية المغربية، والذي انتُخبت رئيسة له خلال المؤتمر التأسيسي للمرصد الذي عُقد بمدينة الرباط.

## حياتها الشخصية
وُلدت رفيعة المنصوري بمدينة الحسيمة، وتزوجت في عام 2023 من رجل أعمال أمريكي الجنسية من أصول مغربية، وانتقلت بعد زواجها لتعيش في إقليم الفحص أنجرة.